# Association des propriétaires de journaux britannique
L'Association des propriétaires de journaux britannique, ou "Newspaper proprietor's association" en anglais, est une fédération réunissant les grands journaux anglais pour défendre leurs intérêts dans les domaines politiques, économiques, sociaux, et technologiques.

## Histoire
Fondée en 1906, l'Association des propriétaires de journaux britannique a été créé par de grands journaux quotidiens londoniens, alors qu'a été créée en 1904 la « Federation of Northern Newspaper » et en 1909 la « Federation of Southern Newspaper ». Elle regroupe alors plutôt les journaux de la capitale, pour une action de lobbying alors que la Press Association fondée en  1868 fédérait plutôt les journaux de province, mais sous une forme différente, celle d'une agence de presse. Une "Scottish Newspaper Proprietors Association", formée en 1923, regroupe ensuite les hebdomadaires en Écosse.
Le lobby des journaux de province était lui défendu de très longue date par la Newspaper Provincial Society, fondée en 1836.
En 1925, la « Newspaper Proprietors' Association » intervient dans le débat politique, peu après la création de la BBC, pour s'opposer à un développement des programmes radios, qu'elle juge dangereux pour la presse écrite.
La « Newspaper Proprietors' Association » est ensuite entrée au capital de l'agence de presse Reuters en 1941, aux côtés de la Press Association, qui détenait la majorité du capital depuis 1925, au moment où est créé le Reuters Trust destinée à garantir l'indépendance de Reuters. Son arrivée comme actionnaire se traduit par une augmentation de capital. Deux ans plus tôt, en 1939, le Ministère de l'information britannique avait proposé de racheter Reuters, mais les fortes dissensions apparues à cette idée chez les dirigeants de l'agence de presse l'en avaient dissuadé. 
En avril 1943, Ruppert Henderson, le patron de l'Australian Associated Press emboîte le pas à l'Association des propriétaires de journaux britannique pour devenir à son tour actionnaire de Reuters. Il se rend à Londres, où il salue la création du Reuters Trust et l'indépendance acquise par l'agence par ce biais. En décembre 1946, de nouvelles discussions ont lieu en Australie avec Keith Murdoch et en 1947 l'AAP devient à son tour actionnaire avec 14 % du capital, de même que la New Zealand Press Association.